# Ан Кеотавонг
Ан Кеотавонг (на английски: Anne Keothavong) е британска тенисистка, родена на 16 септември 1990 г. Най-високото ѝ класиране в ранглистата за жени на WTA e 48 място, постигнато на 23 февруари 2009 г.